# Dysputa o Trójcy Świętej
Dysputa o Trójcy Świętej (wł. Disputa sulla Trinità) – obraz włoskiego malarza renesansowego Andrei del Sarto, znajdujący się w zbiorach Galerii Palatyńskiej we Florencji.

## Historia
Obraz powstał dla augustiańskiego kościoła San Gallo we Florencji i był trzecim dziełem, które artysta stworzył dla tej katolickiej świątyni po Zwiastowaniu (1513-1514) i Noli me tangere (1510). Przed oblężeniem miasta w 1529 wszystkie cenne przedmioty i obrazy zostały przeniesione z klasztoru augustianów do kościoła pw. św. Jakuba tra' Fossi. Być może obraz został zamówiony przez rodzinę Peri, na co wskazuje wybór przedstawionych świętych. Dysputa nie jest datowana, napis na schodzie jest apokryficzny, ale Giorgio Vasari notuje, że została namalowana po Madonnie z harpiami z 1517. Hipotezę tę potwierdza porównanie stylu obu malowideł. Dysputa o Trójcy Świętej wymieniana jest w rejestrze pałacowym od XVII wieku. W latach 1697–1716 eksponowana była w Galerii Uffizi. Od 1829 znajduje się w Sali Saturna.

## Opis
W górnej części dzieła artysta przedstawił objawienie Trójcy Świętej na tle błękitnawego ciemnego nieba. Bóg Ojciec ubrany jest w powłóczyste szaty koloru czerwonego. Podtrzymuje ukrzyżowanego Chrystusa. W dolnej części dzieła znajduje się grupa sześciu świętych, czterech w postawie stojącej i dwóch w postawie klęczącej. Postacie zdają się prowadzić rozmowę, na co wskazują np. gesty rąk. Na klęcząco po lewej przedstawiony został św. Sebastian (jako atrybut trzyma strzały), po prawej stronie klęczy św. Maria Magdalena (naczynie na pachnidła). Na stojąco od lewej: św. Augustyn (pastorał), św. Wawrzyniec (krata), św. Piotr z Werony (habit dominikański) i św. Franciszek z Asyżu (stygmaty i habit franciszkański). Magdalena ma twarz żony malarza Lukrecji del Fede. Motyw Trójcy był szczególnie bliski augustynianom. Ich założyciel, Augustyn z Hippony był m.in. autorem traktatu O Trójcy Świętej, w którym przedstawił doktrynę trynitarną ówczesnego chrześcijaństwa.